# Ždrimačka jezera
Die Ždrimačka jezera (Zdrimcerer Seen) gehören zur Gemeinde Gornji Vakuf-Uskoplje in Bosnien-Herzegowina. Sie befinden sich 3 km von Gornji Vakuf-Uskoplje entfernt. Es gibt drei Seen: Hađino, Piavick und Passion. Die Seen sind etwa 250 Meter voneinander entfernt und befinden sich in einem sanften Tal, das nach Uskoplje im Nordwesten abfällt.